# Ashford (Kent)
Ashford è il centro dell’omonimo distretto, a circa 80 km a sud di Londra.
Il nome deriva dall'inglese arcaico æscet, che significa "guado vicino a un gruppo di alberi". Il suo mercato agricolo è uno dei più grandi della contea.
Il motto è "With stronger faith" (con fede più forte), motto preso da To Lucasta, going to the wars, un poema del XVII sec. del poeta Richard Lovelace.

## Storia
Essendo un borgo in cui si tiene un mercato Ashford è stata nei secoli un importante centro per le comunicazioni e il commercio tra i villaggi locali. Dal XIX secolo è divenuto anche uno snodo ferroviario di primaria importanza, aumentata, in tempi recenti, dall'apertura della stazione internazionale costruita per la linea ferroviaria che collega Londra al tunnel sotto la manica.

I primi insediamenti nella zona dove si trova ora la città di cui si hanno notizia risalgono all'893 circa, quando la presenza di una strada romana, che collegava la zona del Kent dove si estraeva il ferro a Canterbury, favorì il nascere di un villaggio. L'importanza di Ashford come centro rurale e agricolo crebbe negli anni e nel 1243 diventò municipio. Nel XVI secolo il mercato era diventato uno dei centri commerciali più importanti della zona soprattutto per la vendita di bestiame.

La chiesa parrocchiale nel centro è stata costruita nel XIII secolo anche se è stata in gran parte ristrutturata nel XV secolo con molti cambiamenti rispetto alla versione originale.

Al giorno d'oggi Ashford è una moderna e poco rimane della città vecchia se si esclude una piccola zona del centro in prossimità della chiesa parrocchiale e ciò è dovuto in parte alla costruzione, agli inizi degli anni settanta, di una circonvallazione del centro cittadino. La città ha ora tre centri commerciali ed è in continua espansione con un'incessante costruzione di nuove abitazioni ogni anno; è una delle zone con più alto tasso di crescita dell'intera Inghilterra con un grande aumento della popolazione e delle infrastrutture.

## Geografia fisica
Ashford si trova alla confluenza di due fiumi, l'Upper Great Stour e l'East Stour, poco più a sud delle North Downs, una catena collinare di gesso che attraversa da ovest a est gran parte del sud-est Inghilterra.
| Mese                           | Gen        | Feb        | Mar        | Apr        | Mag        | Giu        | Lug        | Ago        | Set        | Ott        | Nov        | Dic        | Anno         |
| ------------------------------ | ---------- | ---------- | ---------- | ---------- | ---------- | ---------- | ---------- | ---------- | ---------- | ---------- | ---------- | ---------- | ------------ |
| Temperatura media max. °C (°F) | 7.1 (48)   | 7.2 (48)   | 9.9 (52)   | 12.1 (56)  | 15.9 (61)  | 18.7 (66)  | 21.3 (70)  | 21.6 (70)  | 18.4 (66)  | 14.5 (59)  | 10.3 (52)  | 8 (50)     | 13.8 (59)    |
| Temperatura media min. °C (°F) | 1.5 (39)   | 1.3 (39)   | 2.8 (41)   | 4.3 (43)   | 7.3 (46)   | 9.9 (52)   | 12.2 (57)  | 12.2 (55)  | 10.1 (54)  | 7.2 (48)   | 3.9 (45)   | 2.6 (41)   | 6.3 (46)     |
| Precipitazioni mm (pollici)    | 72.0 (2.8) | 44.7 (1.8) | 53.5 (2.1) | 50.8 (2.0) | 45.3 (1.8) | 51.8 (2.0) | 47.1 (1.9) | 55.9 (2.2) | 65.3 (2.6) | 85.4 (3.4) | 78.7 (3.1) | 77.3 (3.0) | 727.9 (28.7) |
| Source: Met Office             |            |            |            |            |            |            |            |            |            |            |            |            |              |

## Amministrazione

### Gemellaggi
Ashford è gemellata con le seguenti città:
- Bad Münstereifel, dal 1964
- Fougères, dal 1984
- Hopewell (Virginia), dal 1994